# Граф Стоктон
Граф Стоктон (англ. Earl of Stockton) — графский титул в системе пэрства Соединённого королевства. Он был создан 24 февраля 1984 года для Гарольда Макмиллана, бывшего премьер-министра от Консервативной партии, менее чем за три года до его смерти. В то же время титул учтивости был присвоен наследникам графа Стоктона: виконту Макмиллану из Овендена, виконту Макмиллану из Челвуд-Гейт в графстве Восточный Суссекс и виконту Макмиллану из Стоктон-он-Тис в графстве Кливленд.
С 1986 года титул принадлежит Александру Даниэлю Алану Макмиллану — второму графу Стоктон. Он унаследовал его в 1986 году после смерти своего деда Гарольда. Александр Даниэль является сыном Виктора Макмиллана, единственного сына Гарольда Макмиллана. Виктор Макмиллан умер в 1984 году в то время, когда был жив его отец, 1-й граф Стоктон. После его кончины в 1986 году ему наследовал его внук — 2-й граф Стоктон Александр Даниэль.
Графство Стоктон и виконтство Макмиллан из Овендэна — последние (на нынешний момент) наследственные титулы пэров, созданные вне королевской семьи, и единственные подобные существующие титулы — из немногих, созданных с 1965 года.

## Графы Стоктоны (1984 год)
- Морис Гарольд Макмиллан, 1-й граф Стоктон (1894—1986);
  - Морис Виктор Макмиллан, виконт Макмиллан из Овендена (1921—1984);
- Александр Даниэль Алан Макмиллан, 2-й граф Стоктон (род. 1943).

Наследником является единственным сыном 2-го графа Стоктона — Дэниэл Морис Алан Макмиллан, виконт Макмиллан из Овенден (род. 1974)